# 15. Jahrtausend v. Chr.
Portal Geschichte | Portal Biografien | Aktuelle Ereignisse | Jahreskalender | Tagesartikel

◄ |
16. Jahrtausend v. Chr. |
15. Jahrtausend v. Chr. | 14. Jahrtausend v. Chr.  | ►
Das 15. Jahrtausend v. Chr. beschreibt den Zeitraum von 15.000 v. Chr. bis 14.000 v. Chr.

## Erfindungen, Entdeckungen, Innovationen
- Sri Lanka: Die mesolithische Balangoda-Zivilisation betreibt, vielleicht zum ersten Mal in der Geschichte, Gersten- und Haferanbau.[1]
- Vereinigte Staaten: Wahrscheinliche Anwesenheit von Menschen in der Stätte von Cactus Hill in Virginia, wo Steinartefakte und möglicherweise Feuerstellen aus der Zeit vor der Clovis-Kultur gefunden wurden.[2]
- Naher Osten: Wahrscheinlich Domestizierung des Hundes.
- Italien: Entwicklung der gravettischen Zivilisationen in Italien und Osteuropa.
- Europa: Höhepunkt der Felskunst.
- Frankreich, Spanien: Entwicklung der magdalénischen Zivilisationen (Entwicklung des Kunsthandwerks auf der Grundlage von Knochenmaterialien und der Qualität von Möbeln und Wandkunst).